# قلمرو شمالی
سرزمین شمالی یا قلمرو شمالی (در انگلیسی: Northern Territory) یکی از سرزمینهای اصلی استرالیا در شمال این کشور است و تنها سرزمینی در استرالیا است که به عنوان ایالت شناخته نمی‌شود و حقوق یک ایالت کامل را ندارد.
مرکز این قلمرو شهر داروین است.
قلمرو شمالی از شرق به کوئینزلند، از غرب به استرالیای غربی و از جنوب به استرالیای جنوبی محدود می‌شود.
قلمرو شمالی در شمال دارای جنگلهای مرطوب با آب و هوای استوایی است اما بیشتر مساحت آن را بیابان تشکیل می‌دهد.
جمعیت این قلمرو در سال ۲۰۲۱ برابر با ۲۳۲٬۶۰۵ نفر بود. شایان ذکر است که این قلمرو کم‌جمعیت‌ترین قسمت استرالیا به حساب می‌آید.
چشمه‌های آلیس و کاترین دو شهر دیگر آن هستند.
بیش از یک چهارم جمعیت این قلمرو را بومیان استرالیا تشکیل می‌دهند که بالاترین نسبت حضور بومیان در استرالیا است.
قلمرو شمالی همچنین تنها قسمت استرالیا در طول تاریخ است که نبرد نظامی را از نزدیک دیده‌است. شهر داروین در طول جنگ جهانی دوم به دفعات از سوی نیروی شاهنشاهی هوایی ژاپن بمباران شد.
جاده‌های این قلمرو تا سال ۲۰۰۷ محدودیت سرعت نداشتند و داروین در سال ۲۰۰۴ برای اولین بار به خط راه آهن ملی وصل شد.
این قلمرو به دلیل حضور یکی از پایگاه‌های ناوبری ماهواره‌ای مهم ایالات متحده دارای جمعیت قابل توجه آمریکایی نیز می‌باشد.
صخره آیرز (نام بومی: اولورو) که از مهم‌ترین آثار طبیعی استرالیا است و جزو آثار شناخته شده میراث فرهنگی جهانی است در ۴۵۰ کیلومتری چشمه‌های آلیس قرار دارد. صنعت توریسم امروزه از مهم‌ترین منابع درآمد این قلمرو به شمار می‌رود.

## نگارخانه

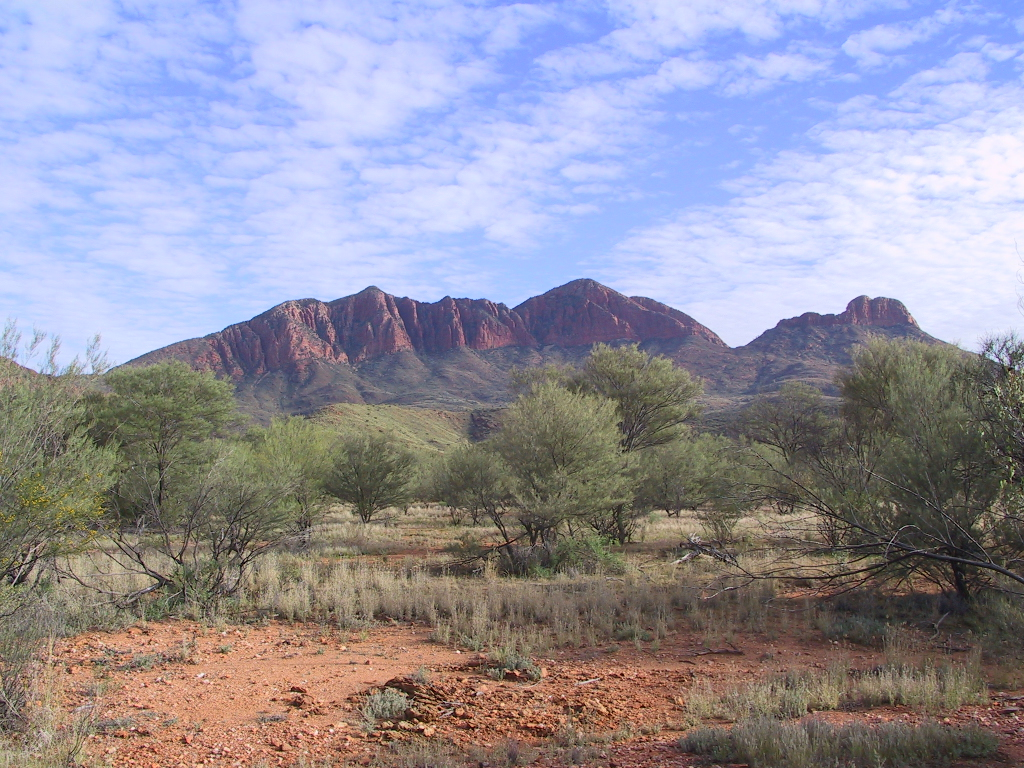
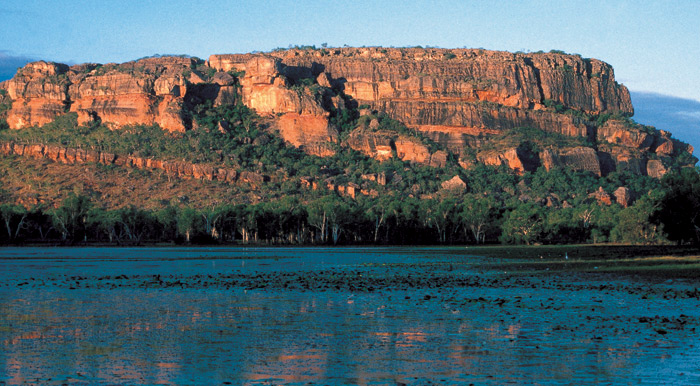
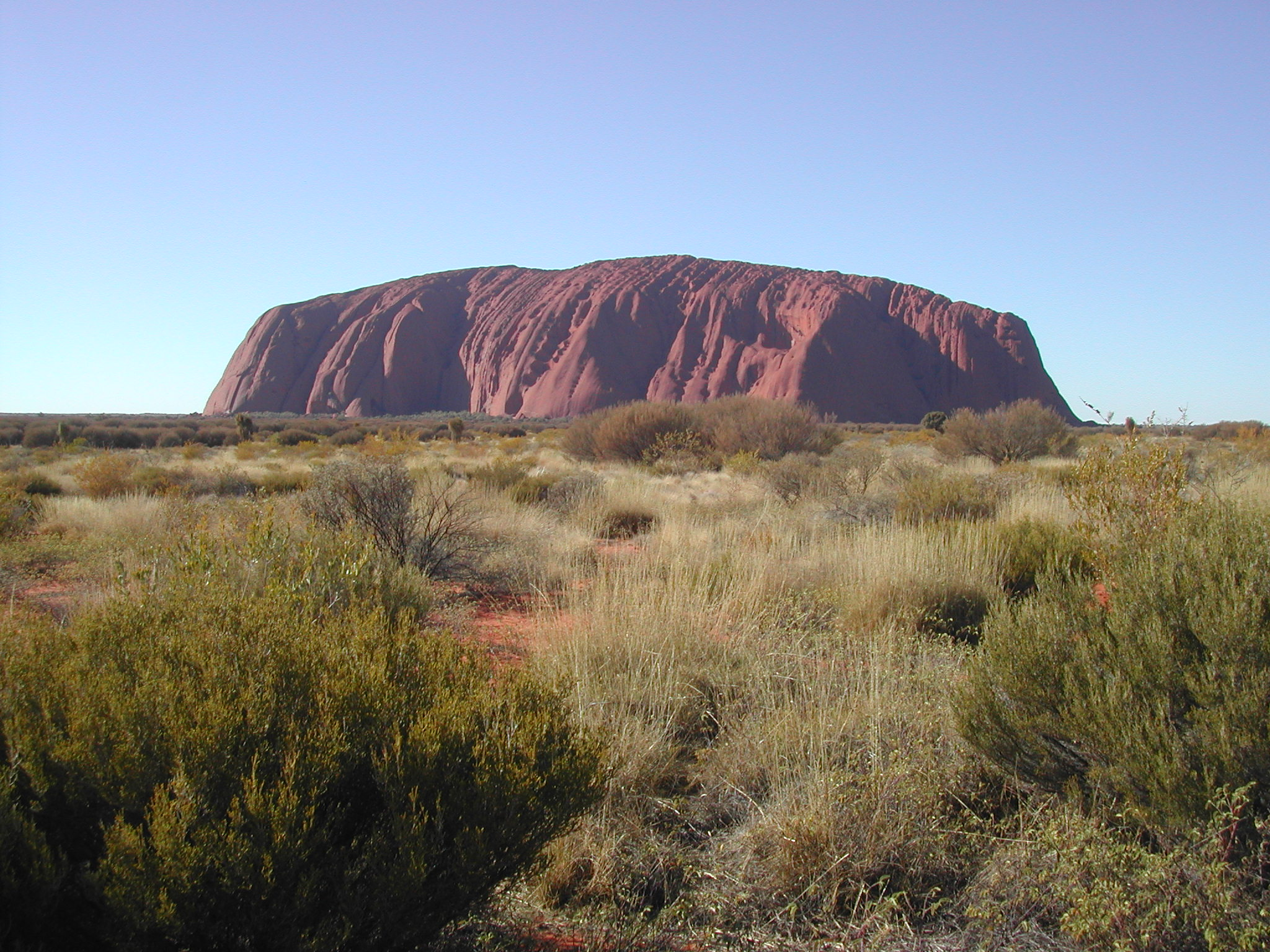